# Добра Вода (Чаглин)
45°23′ пн. ш. 18°04′ сх. д. / 45.38° пн. ш. 18.06° сх. д.
Добра Вода (хорв. Dobra Voda) — населений пункт у Хорватії, у Пожезько-Славонській жупанії у складі громади Чаглин.

## Населення
Населення за даними перепису 2011 року становило 16 осіб.
Динаміка чисельності населення поселення:

## Клімат
Середня річна температура становить 10,86 °C, середня максимальна – 25,24 °C, а середня мінімальна – -6,36 °C. Середня річна кількість опадів – 748 мм.
| Клімат поселення                              | Клімат поселення | Клімат поселення | Клімат поселення | Клімат поселення | Клімат поселення | Клімат поселення | Клімат поселення | Клімат поселення | Клімат поселення | Клімат поселення | Клімат поселення | Клімат поселення | Клімат поселення |
| Показник                                      | Січ.             | Лют.             | Бер.             | Квіт.            | Трав.            | Черв.            | Лип.             | Серп.            | Вер.             | Жовт.            | Лист.            | Груд.            |                  |
| Середній максимум, °C                         | 6,02             | 8,28             | 12,80            | 17,20            | 22,20            | 25,24            | 25,11            | 24,62            | 20,54            | 15,28            | 9,43             | 5,48             |                  |
| Середня температура, °C                       | −0,18            | 2,10             | 6,59             | 11,02            | 16,01            | 19,04            | 21,02            | 20,51            | 16,44            | 11,14            | 5,31             | 1,38             |                  |
| Середній мінімум, °C                          | −6,36            | −4,08            | 0,41             | 4,81             | 9,83             | 12,84            | 16,89            | 16,39            | 12,31            | 7,03             | 1,20             | −2,75            |                  |
| Норма опадів, мм                              | 47               | 46               | 44               | 56               | 71               | 96               | 66               | 64               | 54               | 67               | 76               | 61               |                  |
| Середньомісячна швидкість вітру, м/с          | 2.04             | 2.33             | 2.61             | 2.52             | 2.24             | 2.07             | 2.01             | 1.84             | 1.84             | 1.93             | 2.04             | 2.13             |                  |
| Середньомісячна сонячна радіація, кДж/м²·день | 4262             | 6992             | 10874            | 15261            | 19123            | 21195            | 22259            | 20182            | 14937            | 9235             | 4855             | 3574             |                  |
| --------------------------------------------- | ---------------- | ---------------- | ---------------- | ---------------- | ---------------- | ---------------- | ---------------- | ---------------- | ---------------- | ---------------- | ---------------- | ---------------- | ---------------- |
| Джерело:                                      |                  |                  |                  |                  |                  |                  |                  |                  |                  |                  |                  |                  |                  |